# Metal Gear Solid Digital Graphic Novel
Metal Gear Solid: Digital Graphic Novel (Metal Gear Solid: Bande Dessinée en Japón)
es un nuevo título de la saga Metal Gear anunciado por Kojima Productions en enero del 2006 para la consola portátil de Sony, la PlayStation Portable. Está basado en los cómics que cuentan los hechos ocurridos en el primer Metal Gear Solid para PlayStation hechos por IDW Publications e incluye mejoras diseñadas para la portátil en forma de efectos de sonido, música y algunas animaciones.
Este título introduce dos modos diseñados para sumergir al usuario de manera interactiva al cómic. Cuando el jugador mira el cómic, puede presionar el botón de cuadrado para abrir un "Memory Search" (Búsqueda de Memoria), que le permite buscar personajes o items navegando por la pantalla en tres dimensiones. Cualquier cosa descubierta es agregada a una base de datos, y sus contenidos pueden ser intercambiados con otros usuarios por medio de Wi-Fi. También se incluye un modo misión, en donde toda la información que el jugador ha encontrado es agregada a una biblioteca. Luego, el jugador deberá completar misiones conectando las piezas de información de manera correcta para descubrir detalles acerca del universo Metal Gear. 
Metal Gear Solid: Digital Graphic Novel salió al mercado en Norteamérica el 13 de junio del 2006, en Japón el 21 de septiembre y en Europa el 22 de septiembre.
- Datos: Q1081217